# 100 mètres féminin aux Jeux olympiques d'été de 2000 (athlétisme)
Navigation
Atlanta 1996 Athènes 2004
L'épreuve du 100 mètres féminin aux Jeux olympiques de 2000 s'est déroulée les 23 et 24 septembre 2000 au Stadium Australia de Sydney, en Australie. L'Américaine Marion Jones, vainqueur de la course en 10 s 75, est déchue de son titre après ses aveux de dopage en octobre 2007. En décembre 2009, le CIO décide de ne pas attribuer la médaille d'or à la Grecque Ekaterini Thanou, deuxième de l'épreuve, car celle-ci s'est soustraite à un contrôle antidopage avant les Jeux olympiques d'Athènes. Le palmarès officiel ne compte donc aucune médaille d'or dans le 100 m dames. En revanche, la Jamaïcaine Tayna Lawrence, arrivée 3e, accède à la 2e place du podium en compagnie de Thanou, et sa compatriote Merlene Ottey, arrivée 4e, reçoit la médaille de bronze.

## Déroulement
84 concurrentes représentant 63 nations participent à l'épreuve. 
Marion Jones, première aux bilans les trois années précédentes, championne du monde de la spécialité en 1997 et 1999, était invaincue en 2000 et avait pour objectif de remporter cinq médailles d'or à ces Jeux. Par ailleurs, son mari C. J. Hunter avait été convaincu de dopage et était suspendu.
Jones remporte son quart de finale en 10 s 83 avec près de deux mètres d'avance sur la Grecque Ekaterini Thanou, pourtant l'une de ses principales adversaires.
Le lendemain, Jones remporte la première demi-finale en 11 s 01 devant Thanou, et Merlene Ottey, qui à 40 ans participe à ses cinquièmes Jeux, la deuxième en 11 s 22.
En finale, elle prend la tête aux 25 mètres et termine avec 4 mètres d'avance sur Thanou et la Jamaïcaine Tayna Lawrence. Ce n'et qu'en 2007 qu'elle sera disqualifiée après ses aveux de dopage.

## Résultats

### Finale
| Rang               | Athlète            | Pays          | Temps         | Réaction | Note |
| ------------------ | ------------------ | ------------- | ------------- | -------- | ---- |
| Médaille d'or      | Non attribuée      | Non attribuée | Non attribuée |          |      |
| Médaille d'argent  | Ekaterini Thanou   | Grèce         | 11 s 12       | 0 s 206  |      |
| Médaille d'argent  | Tayna Lawrence     | Jamaïque      | 11 s 18       | 0 s 163  |      |
| Médaille de bronze | Merlene Ottey      | Jamaïque      | 11 s 19       | 0 s 179  |      |
| 4                  | Zhanna Pintusevich | Ukraine       | 11 s 20       | 0 s 223  |      |
| 5                  | Chandra Sturrup    | Bahamas       | 11 s 21       | 0 s 193  |      |
| 6                  | Sevatheda Fynes    | Bahamas       | 11 s 22       | 0 s 253  |      |
| 7                  | Debbie Ferguson    | Bahamas       | 11 s 29       | 0 s 238  |      |
| –                  | Marion Jones       | États-Unis    | (10 s 75)     | 0 s 189  | DQ   |

### Demi-finales
Les quatre premières de chaque demi-finale se qualifient pour la finale.

#### Série 1
| Rang | Athlète                  | Pays      | Temps   | Note |
| ---- | ------------------------ | --------- | ------- | ---- |
| 1    | Merlene Ottey            | Jamaïque  | 11 s 22 | Q    |
| 2    | Chandra Sturrup          | Bahamas   | 11 s 31 | Q    |
| 3    | Zhanna Pintusevich       | Ukraine   | 11 s 32 | Q    |
| 4    | Debbie Ferguson          | Bahamas   | 11 s 34 | Q    |
| 5    | Vida Nsiah               | Ghana     | 11 s 37 |      |
| 6    | Myriam Mani              | Cameroun  | 11 s 20 |      |
| 7    | Christine Arron          | France    | 11 s 42 |      |
| 8    | Melinda Gainsford-Taylor | Australie | 11 s 45 |      |

#### Série 2
| Rang | Athlète               | Pays       | Temps   | Note |
| ---- | --------------------- | ---------- | ------- | ---- |
| 1    | Ekaterini Thanou      | Grèce      | 11 s 10 | Q    |
| 2    | Tayna Lawrence        | Jamaïque   | 11 s 12 | Q    |
| 3    | Savatheda Fynes       | Bahamas    | 11 s 16 | Q    |
| 4    | Chryste Gaines        | États-Unis | 11 s 23 |      |
| 5    | Beverly McDonald      | Jamaïque   | 11 s 31 |      |
| 6    | Susanthika Jayasinghe | Sri Lanka  | 11 s 33 |      |
| 7    | Mercy Nku             | Nigeria    | 11 s 56 |      |
| –    | Marion Jones          | États-Unis | DQ      |      |

### Quarts de finale
Les quatre premières de chaque quart de finale passent en demi-finale.

#### 1erquart de finale
| Rang | Athlète            | Pays         | Temps   | Note |
| ---- | ------------------ | ------------ | ------- | ---- |
| 1    | Merlene Ottey      | Jamaïque     | 11 s 08 | Q    |
| 2    | Debbie Ferguson    | Bahamas      | 11 s 18 | Q    |
| 3    | Mercy Nku          | Nigeria      | 11 s 26 | Q    |
| 4    | Christine Arron    | France       | 11 s 26 | Q    |
| 5    | Torri Edwards      | États-Unis   | 11 s 32 |      |
| 6    | Anzhela Kravchenko | Ukraine      | 11 s 32 |      |
| 7    | Monica Twum        | Ghana        | 11 s 70 |      |
| 8    | Cydonie Mothersill | Îles Caïmans | 11 s 81 |      |

#### 2equart de finale
| Rang | Athlète                    | Pays       | Temps   | Note |
| ---- | -------------------------- | ---------- | ------- | ---- |
| 1    | Ekaterini Thanou           | Grèce      | 10 s 99 | Q    |
| 2    | Tayna Lawrence             | Jamaïque   | 11 s 11 | Q    |
| 3    | Melinda Gainsford-Taylor   | Australie  | 11 s 24 | Q    |
| 4    | Petya Pendareva            | Bulgarie   | 11 s 36 |      |
| 5    | Hanitriniaina Rakotondrabé | Madagascar | 11 s 51 |      |
| 6    | Iryna Pukha                | Ukraine    | 11 s 54 |      |
| 7    | Joan Ekah                  | Nigeria    | 11 s 67 |      |
| –    | Marion Jones               | États-Unis | DQ      |      |

#### 3equart de finale
| Rang | Athlète              | Pays                       | Temps   | Note |
| ---- | -------------------- | -------------------------- | ------- | ---- |
| 1    | Zhanna Pintusevich   | Ukraine                    | 11 s 08 | Q    |
| 2    | Chryste Gaines       | États-Unis                 | 11 s 21 | Q    |
| 3    | Chandra Sturrup      | Bahamas                    | 11 s 22 | Q    |
| 4    | Beverly McDonald     | Jamaïque                   | 11 s 26 | Q    |
| 5    | Mary Onyali-Omagbemi | Nigeria                    | 11 s 40 |      |
| 6    | Lauren Hewitt        | Australie                  | 11 s 54 |      |
| 7    | Valma Bass           | Saint-Christophe-et-Niévès | 11 s 60 |      |
| 8    | Sandra Citté         | France                     | 11 s 63 |      |

#### 4equart de finale
| Rang | Athlète               | Pays        | Temps   | Note |
| ---- | --------------------- | ----------- | ------- | ---- |
| 1    | Savatheda Fynes       | Bahamas     | 11 s 10 | Q    |
| 2    | Vida Nsiah            | Ghana       | 11 s 19 | Q    |
| 3    | Myriam Mani           | Cameroun    | 11 s 23 | Q    |
| 4    | Susanthika Jayasinghe | Sri Lanka   | 11 s 23 | Q    |
| 5    | Li Xuemei             | Chine       | 11 s 46 |      |
| 6    | Nataliya Ignatova     | Russie      | 11 s 47 |      |
| 7    | Sarah Reilly          | Irlande     | 11 s 53 |      |
| 8    | Lyubov Perepelova     | Ouzbékistan | 11 s 59 |      |

## Légende
Records et Performances
- AR : Record continental (area record)
- CR : Record des championnats (championship record)
- MR : Record du meeting (meet record)
- NR : Record national (national record)
- OR : Record olympique (olympic record)
- PR : Record paralympique (paralympic record)
- PB : Record personnel (personal best)
- SB : Meilleure performance personnelle de la saison (season's best)
- WL : Meilleure performance mondiale de l'année (world leader)
- WJR : Record du monde junior (world junior record)
- WR : Record du monde (world record)

Circonstances et Conditions
- DNF : N'a pas terminé (did not finish)
- DNS : N'a pas pris le départ (did not start)
- DQ : Disqualification (disqualification)
- NM : Aucun essai valable enregistré (No Mark)
- Q : Qualifié « directement » au prochain tour (ou à la prochaine compétition), lors d'une compétition majeure, grâce au classement ou à la réalisation des minima (automatic qualifier)
- q : Qualifié au prochain tour (ou à la prochaine compétition), lors d'une compétition majeure, grâce au repêchage ou à la réalisation de l'une des meilleures performances parmi celles des « non qualifiés directement » (grâce au meilleur temps ou à la meilleure distance par exemple) (secondary qualifier)